# Iglesia de San Miguel de los Octoes
La iglesia de San Miguel de los Octoes fue un templo de culto católico de Madrid, actualmente desaparecido. Era uno de los primitivos diez templos mencionados en el Fuero de Madrid en 1202.
Se encontraba situado en las cercanías de la Puerta de Guadalajara y de la Puerta Cerrada (muy cercano al actual Mercado de San Miguel). Se denominaba de los Octoes, para diferenciarla de la Iglesia de San Miguel de la Sagra. La iglesia se encontraba adosada a las murallas de Madrid y esta situación impedía obras de ampliación. 
La iglesia se vio afectada por el gran incendio de la Plaza Mayor en 1790. A pesar de ser restaurada, durante las reformas urbanísticas de José I el templo fue derribado, quedando en su lugar el espacio de la Plaza de San Miguel. Esta iglesia fue el lugar donde fue bautizado Lope de Vega.

## Historia
Sobre los comienzos de este templo, bien sea en forma de parroquia o de ermita, se sabe poco. Se tiene la certeza de que su primera advocación estuvo dedicada a San Marcos y en honor a él, el día 25 de abril, se celebraba una procesión. Este ritual se mantuvo activo hasta los Reyes Católicos. La denominación "Octoes" causa discusión en los diversos estudiosos, Gómez Iglesias cree que la palabra "octoes" es una grafía arbitraria, cuyo origen sería el «auctores» latino, con el sentido de garantes o conjuradores, por ser iglesia juradera. Otros autores opinan que Octoes era el apellido de la familia patrocinadora de la parroquia en sus primeros instantes. Desde el siglo XV la parroquia conformaba el denominado barrio de SalSiPuedes .
En el siglo XVI afronta diversas reformas pero éstas se ven dificultadas por su linde con la muralla. En 1566 debido a las incesantes peticiones de reforma del entorno de la parroquia, Francisco Zapata y Cisneros ordena el derribo de las murallas circundantes con el objeto de poder edificar en el espacio circundante su propia vivienda. La familia Zapata ejercía influencia en el barrio de San Miguel y algunos de los miembros de su familia se encontraban enterrados en las capillas de la iglesia. El derribo de ciertas partes de la muralla hace que en 1585 ya se mencione la plazilla de San Miguel como lugar de venta de verduras y pescado. En el siglo XVII sufre la iglesia nuevas reformas y, habiéndose desplomado la Capilla de los Zapatas, se inicia la construcción de una nueva Capilla Mayor. El pintor Andrés López Polanco solicitó ser enterrado en este templo. 
La ubicación exacta de la iglesia se puede saber por su aparición en el plano de Texeira. La construcción en las cercanías de la Plaza Mayor le afectó, llegando a ser pasto del incendio que ocurrió en la plaza en 1790. La iglesia sufrió daños irreparables en su armadura y en el retablo. La reedificación se concede el 27 de octubre de 1798.